# كريستين ميويس
كريستين آن ميويس (من مواليد 25 فبراير 1991)هي لاعبة أميركية  محترفة لكرة القدم  تلعب في الوسط لفريق هيوستن داش من الدوري الوطني لكرة القدم للسيدات (NWSL) والمنتخب الوطني للولايات المتحدة.

## البداية
نشأت ميويس في هانسون بماساتشوستس، حيث التحقت بمدرسة ويتمان هانسون الثانوية الإقليمية ‏ ولعبت في فريق كرة القدم. أنهت مسيرتها في المدرسة الثانوية بـ 74 هدفًا و 34 تمريرة حاسمة. كانت لثلاث مرات في فريق مدربي كرة القدم المتحدة(NSCAA) كل-الأمركيين، و كل-نيو انغلاند و كل-ماساتشوستس ثلاث مرات وثلاث مرات في اتحاد شرق ماساتشوستس لكرة القدم للفتيات القسم الأول. الفريق الأول  كل-النجوم. في عام 2008 ، اختيرت ميويس أفضل لاعب شاب في مدربي كرة القدم المتحدة و لاعبة كرة القدم الأمريكية الشابة لهذا العام. في عام 2009 ، عُينت في فريق مجلة بريد كل-الأمركيين.
لعبت ميويس لفريق برنامج التنمية الأولمبية للمنطقة 1 (ODP) من 2003 إلى 2007. لعبت مع أختها الصغرى سام في كأس العالم للسيدات تحت 17 سنة 2008 وكأس العالم للسيدات تحت 20 سنة 2010.

## كلية بوسطن ، 2009-2012
كطالب جديد في كلية بوسطن ‏، سجلت ميويس خمسة أهداف وستة تمريرات حاسمة، وكانت ثانيًا في الفريق في التسديدات الملتقطة بـ 72 تسديدة، ولم يتفوق عليها سوى زميلتها في إيجل وفي فريق الولايات المتحدة تحت 17 عامًا ‏، فيكي ديمارتينو ‏. ولعب ميويس وشاركت في 23 مباراة وتقاسم المركز الرابع مع الفريق بتسجيله خمسة أهداف وستة تمريرات حاسمة مقابل 16 نقطة. لعبت ميويس في خط الوسط وشغلت مركز الدفاع بسبب الإصابات. عُينت في فريق تجمع ساحل الأطلسي لكل المبتدئين(بالإنجليزية: All-ACC Freshmen)، وفريق Top Drawer Soccer All-Rookie، وفريق Soccer America All-Rookie وحصلت على تكريم فريق  فريق مدربي كرة القدم للولايات المتحدة كل- الجنوب الشرقي الأول الأول.
خلال سنتها الثانية في 2010، بدأت ميويس جميع المباريات الـ 25 في الموسم وقادت تجمع ساحل الأطلسي (ACC) في التسديدات بـ 101. سجلت عشرة أهداف، لتحتل المرتبة السابعة في تجمع ساحل الأطلسي والثانية لبوسطن. كانت الأولى في الفريق بـ 14 تمريرة حاسمة . تعادلت للمركز الخامس في التجمع برصيد 34 نقطة. سجلت ميويس رقمًا قياسيًا في المدرسة بتسجيل هدف أو تمريرة حاسمة في 11 مباراة متتالية من 29 أغسطس إلى أكتوبر، حيث سجل سبعة أهداف وثماني تمريرات حاسمة خلال السباق. حصلت على جائزة لاعب الأسبوع لتجمع ساحل الأطلسي  و فريق الأسبوع لـكوليدج سوكر360  في 4 أكتوبر. حصلت ميويس على جائزة لاعب نيو انجلاند لكرة القدم  لهذا العام وكان اختيار فريق كل-تجمع ساحل الأطلسي الأول. كانت في نصف نهائي كأس هيرمان ‏ وعضو في الفريق الأمريكي الأول لكرة القدم لأكثر لاعبين قيمة. حصلت ميويس على جوائز فريق مدربي كرة القدم للولايات المتحدة الأول لعموم الأميركيين وعُينت في فريق توبدراويرسوكسير الثاني. كانت أيضًا أفضل لاعبة مدربي كرة القدم للولايات المتحدة لهذا الأسبوع في 29 سبتمبر.
في عام 2011، قادت ميويس الفريق بتسجيل ثمانية أهداف وستة تمريرات حاسمة بـ 22 نقطة وحصلت على لقب أفضل لاعبة في فريق الهجوم. بدأت ولعبت في 20 مباراة خلال الموسم، سجلت ميويس 1545 دقيقة من اللعب بينما كانت تتربع قيادة الفريق في التسديدات بـ 81. بلغ متوسطها 4.05 تسديدات لكل مباراة، لتحتل المرتبة الثانية في تجمع ساحل الأطلسي وكانت في المركز الحادي عشر في تجمع ساحل الأطلسي بالنقاط، برصيد 22 نقطة. كانت ميويس اختيار فريق ثالث من مدربي كرة القدم للولايات المتحدة من كل أمريكا القسم 1 وحصلت على مرتبة الشرف الأولى من فريق مدربي كرة القدم للولايات المتحدة الإقليمي الجنوبي الشرقي. لقد اختيرت من قبل فريق عموم تجمع ساحل الأطلسي الأول، وعُينت في الفريق الفريق الأمريكي الثاني لكرة القدم لأكثر لاعبين قيمة، وأُدرج اسمها في قائمة كرة القدم الأمريكية ما قبل بداية الموسم لعموم أمريكا. اختيرت ميويس في قائمة مراقبة كأس هيرمان ‏ قبل الموسم وكانت أحد المتأهلين لنصف النهائي للجائزة.
خلال سنتها الأولى، أنهت ميويس موسم 2012 بتسجيلها 16 هدفًا، و 12 تمريرة حاسمة وحصلت على 44 نقطة. سجلت تسع مباريات متعددة النقاط (ثلاث نقاط أو أكثر) وسجلت هدفًا أو تمريرة حاسمة في 15 من 21 مباراة هذا الموسم. ميويس هي أفضل هدافة على الإطلاق في برنامج كلية بوسطن بإجمالي 116 نقطة. بعد افتتاح الموسم بتسع أهداف متتالية، في المرتبة الثانية بعد سجلها الشخصي والبرنامجي الذي بلغ 11 مباراة والتي أنجزتها في عام 2010، أُدرج اسمها في القسم الأول من ECAC All-Star و كأس هيرمان ‏. حصلت ميويس على تكريم الفريق الأول لمدربي كرة القدم للولايات المتحدة لعموم أمريكا و عموم منطقة الجنوب الشرقي وأُدرج اسمها في فريق توبدراويرسوكسير لهذا الموسم - Upperclassmen - الفريق الأول. عُينت في الفريق الأول لعموم تجمع ساحل الأطلسي والفريق الأول College Sports Madness All-American. سجلت ميويس أول ثلاثية لها في مسيرتها في مباراة ضد هارفارد. جعلتها الأهداف الثلاثة المتصدرة في كل الأوقات في كلية بوسطن. أنهت مسيرتها بتسجيل 39 هدفًا و 38 تمريرة حاسمة وتسعة أهداف فائزة في المباراة و 21 مباراة متعددة النقاط. كانت ثاني لاعبة في تاريخ البرنامج تسجل هدفًا في خمس مباريات متتالية.

## المسيرة مع النوادي

### كانبيرا يونايتد، 2013
وقعت ميويس مع فريق كانبيرا يونايتد الأسترالي في الدوري الأسترالي للسيدات لإنهاء الأسبوعين الأخيرين من موسم 2012-13. قدمت أول ظهور لها للنادي خلال فوز 5-0 على وسترن سيدني واندررز  في 8 يناير وسجلت الهدف الخامس للفريق في الدقيقة 89 من المباراة. ظهر ظهورها الثاني والأخير في 12 يناير عندما هُزم الفريق بنتيجة 5-1 أمام بطل الموسم العادي في نهاية المطاف، بريسبان رور إف سي ‏. وسجلت ميويس هدف كانبيرا الوحيد في المباراة في الدقيقة 45. أنهى كانبيرا يونايتد الموسم في المركز الخامس خلال الموسم العادي برصيد 5-3-4.

### نادي كانساس سيتي، 2013
في يناير 2013، تمت صياغة ميويس في الجولة الأولى (الاختيار الثالث بشكل عام) من مشروع كلية الدوري الوطني لكرة القدم للسيدات  2013 ‏ إلى نادي كانساس سيتي للموسم الافتتاحي من دوري كرة القدم الوطني للسيدات. تم ترقيتها إلى حالة دعم كرة القدم الأمريكية خلال العام. سجلت هدفها الأول هذا الموسم في الدقيقة 74 من فوز البلوز 3-2 على بورتلاند ثورنز في 8 مايو. قدمت ميويس 20 بداية كمبتدئ لفريق FCنادي كانساس سيتي خلال الموسم العادي ‏ مما ساعد الفريق على احتلال المركز الثاني في الترتيب برصيد 11-5-6. تقدم الفريق إلى التصفيات لكنه هزم 3-2 في الدور نصف النهائي من قبل بورتلاند.

### بوسطن بريكرز، 2014-2016
في تشرين الثاني (نوفمبر) 2013،  قايض نادي كانساس سيتي ميويس مع نادي سياتل رين مقابل آمي رودريغيز. وقالت لورا هارفي، مدربة نادي راين، عن التبادل: "«كريستي هي لاعبة شابة ولامعة وموهوبة نشعر أنها يمكن أن تفيد خطتنا طويلة المدى. لقد أثبتت أنها يمكن أن تكون لاعبة عالية المستوى في هذه البيئة ونشعر بأن لدينا الهيكل للمساعدة في دفع كريستي إلى المستوى التالي.»  في 18 نوفمبر 2013، تم تداولها جنبًا إلى جنب مع ميشيل بيتوس ‏ واثنين من مسودة كلية الدوري الوطني لكرة القدم للسيدات  لعام 2015 من اختيار بوسطن بريكرز لسيدني ليرو.
لعبت في 15 مباراة منذ بدايتها وسجلت 3 أهداف في 2014 لصالح فريق بريكرز.

### نادي ايغا كونواتشي، 2014 (إعارة)
في أكتوبر 2014، وقعت ميويس عقدًا لمدة ثلاثة أشهر مع نادي ايغا كونواتشي ‏ من الدرجة الأولى الدوري الياباني لكرة القدم للسيدات كانت ترتدي الرقم 31 وتلعب مهاجمةً، وسجلت خمسة أهداف في سبع مباريات، من بينها قوسين. خلال المباريات التي لعبت فيها، جمع نادي ايغا رقما قياسيا من 6-1.

### بايرن ميونخ 2015 (إعارة)
في أغسطس 2015، وقعت ميويس عقدًا لمدة عام واحد مع بايرن ميونيخ.

### واشنطن سبيريت، 2016-2017
في نوفمبر 2016، تم مقايضة ميويس مع كاسي كالمان ‏ من بوسطن بريكرز إلى واشنطن سبيريت من أجل ميغان أويستر ‏.

### شيكاغو ريد ستارز، 2017
في 21 أغسطس 2017، تم تداول ميويس مع شيكاغو ريد ستارز في مسودة الجولة الأولى في مسودة كلية الدوري الوطني لكرة القدم للسيدات 2018. في مباراتها الأولى والوحيدة مع ريد ستارز (ضد فريقها السابق)، سجلت هدفًا في الشوط الأول ساعدت في تأمين فوز للنجوم الحمر وإقصاء سبيريت من مباراة الملحق.

### هيوستن داش، 2017–
في 30 أغسطس 2017، بعد حوالي أسبوع من مقايضتها مع شيكاغو ريد ستارز، تم تداول ميويس مع هيوستن داش  من أجل لاعبة منتخب الولايات المتحدة لكرة القدم للسيدات مورغان براين مع اعتبارات مستقبلية إضافية غير معلنة للذهاب إلى هيوستن.
تم التصويت على ميويس في فريق الدوري الوطني لكرة القدم للسيدات لشهر مايو 2018.

## المسار الدولي

### فرق الشباب

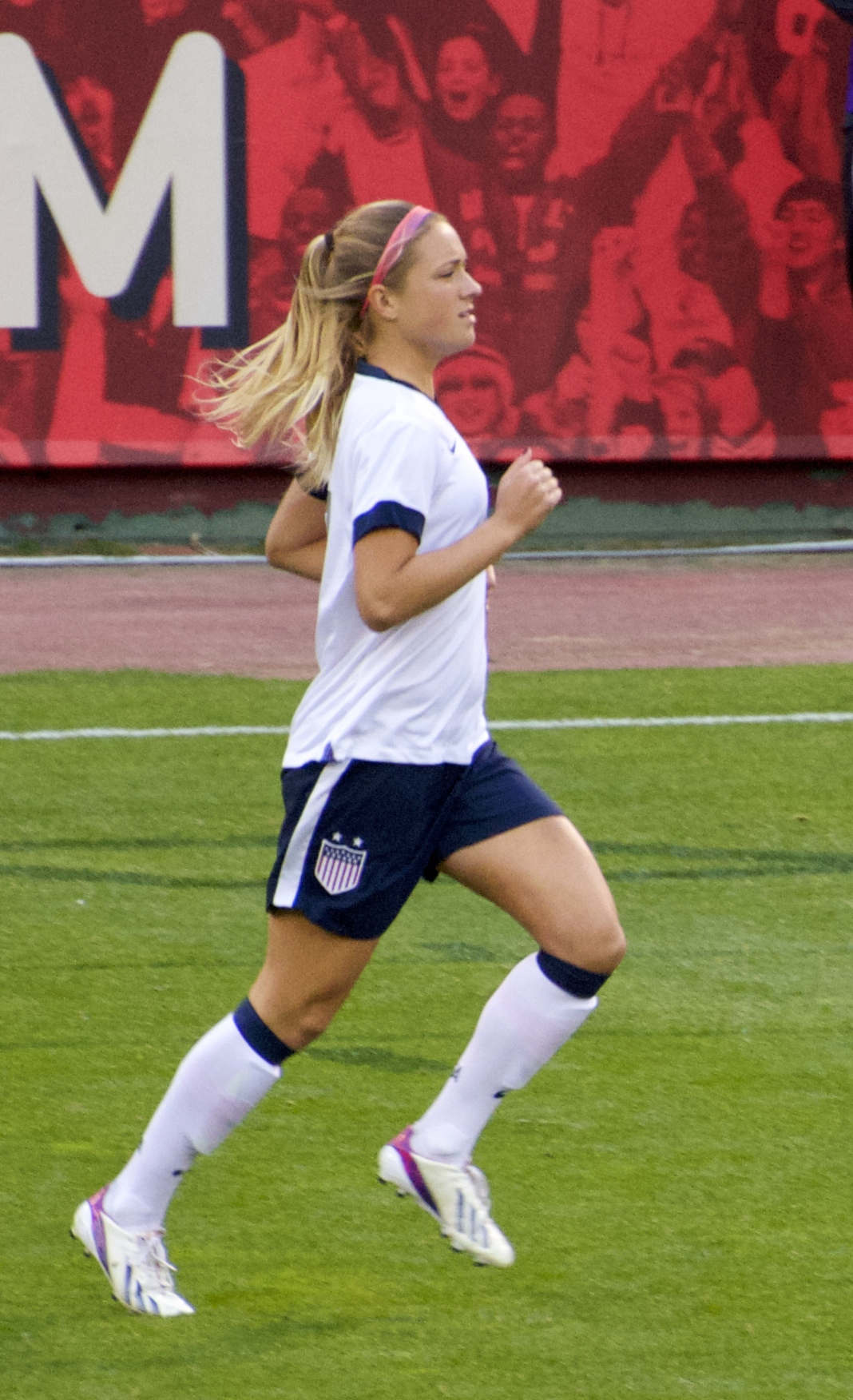
كاندلستيك بارك، أكتوبر 2013

شاركت ميويس في قيادة فريق الولايات المتحدة تحت 17 سنة ‏ الذي كان وصيفًا في افتتاح كأس العالم للسيدات تحت 17 سنة 2008 في نيوزيلندا. على مدار البطولة، سجلت ميويس هدفين. حصلت على الكرة البرونزية باعتبارها ثالث أفضل لاعبة في البطولة. لعبت ميويس أيضًا في كأس العالم للسيدات تحت 20 سنة 2010 في ألمانيا حيث خسر الفريق في ربع النهائي. كانت سام شقيقة ميويس الصغرى عضوًا في كلا الفريقين لكأس العالم للشباب.

### فريق الكبار
في يناير 2013، استدعيت ميويس إلى معسكر التدريب الوطني من قبل المدرب الرئيسي توم سيرمانيز استعدادًا لمباراة ودية ضد اسكتلندا. ظهرت لأول مرة مع الفريق الأول في 9 فبراير 2013 ضد اسكتلندا وأُدرجت في قائمة كأس الغارفي 2013. سجلت ميويس هدف افتتاح المباراة في الدقيقة الثالثة من مباراة ودية ضد كوريا الجنوبية في 15 يونيو 2013، بالقرب من مسقط رأسها في ماساتشوستس.
بعد أن خاضت 15 مباراة دولية بين عامي 2013 و 2014، سقطت ميويس عن رادار المنتخب الوطني. بعد غياب لمدة 5 سنوات، استدعيت مرة أخرى إلى معسكر تدريب تحديد المواهب لمنتخب الولايات المتحدة لكرة القدم للسيدات في ديسمبر 2019 من قبل المدرب الجديد فلاتكو أندونوفسكي. استدعيت إلى معسكرات تدريب الفريق الأول في كل من أكتوبر ونوفمبر 2020 قبل مباراة ودية ضد هولندا. شاركت ميويس كبديل في الشوط الثاني ضد هولندا، مسجلة أول ظهور لها منذ أكثر من ست سنوات، وسجلت في الدقيقة 70. جاء هدفها الدولي الثاني بعد 2722 يومًا من هدفها الأول في يونيو 2013، وهي أطول فترة تفصل بين الأهداف في تاريخ الفريق.
في أكتوبر 2020، بعد فوزها بكأس التحدي مع هيوستن داش، كشفت ميويس عن مبحوحاتها أثناء استدعائها للمنتخب الوطني في مقال بعنوان «لقد انتهيت من كوني عادية»". نشره سيث فيرتليني (بالإنجليزية: Seth Vertelney) على موقع غول. في هذا المقال، كشفت ميويس أنها تعرضت لإصابة خطيرة أحيانًا بعد موسم 2014، وكان لديها الوقت لإعادة تقييم نفسها من حيث جودة اللعب. أثناء إعادة التأهيل، كان على ميويس إعادة بناء نفسها جسديًا وعقليًا. كان الجزء الأخير هو الأكثر تحديًا. أثناء اللعب مع هيوستن داش في عام 2018، أصيبت ميويس بتمزق آخر في الرباط الصليبي الأمامي (ACL) في ركبتها اليسرى، واضطرت إلى الابتعاد عن بقية موسم 2018. في مايو 2019، عادت ميويس مع داش وبدا وكأنه لاعب 2013 أكثر من اللاعب الذي كان قبل الإصابة مباشرة. في نهاية موسم 2019 من الدوري الوطني لكرة القدم للسيدات، كوفئت بأول استدعاء لها في منتخب الولايات المتحدة لكرة القدم للسيدات منذ أكثر من ثلاث سنوات.

### الأهداف الدولية
| لا. | قبعة | التاريخ         | المكان               | الخصم          | دقيقة | مساعدة      | نتيجة | حصيلة | مسابقة            |
| --- | ---- | --------------- | -------------------- | -------------- | ----- | ----------- | ----- | ----- | ----------------- |
| 1   | 6    | يونيو 15, 2013  | فوكسبورو، ماساتشوستس | كوريا الجنوبية | 3 '   | سيدني ليرو  | 1-0   | 4-1   | ودية              |
| 2   | 16   | نوفمبر 27, 2020 | بريدا، هولندا        | هولندا         | 70 '  | لين ويليامز | 2-0   | 2-0   | ودية              |
| 3   | 17   | يناير 18, 2021  | أورلاندو فلوريدا     | كولومبيا       | 85 '  | كارلي لويد  | 4-0   | 4-0   | ودية              |
| 4   | 21   | فبراير 24, 2021 | أورلاندو فلوريدا     | الأرجنتين      | 41 '  | كيسي كروجر  | 4-0   | 6-0   | كأس شيبيليفز 2021 |

### في الأولمبية
| المباراة                                    | التاريخ    | المكان          | الخصم    | وقت بدء اللعب         | نتيجة     | المرحلة          |
| ------------------------------------------- | ---------- | --------------- | -------- | --------------------- | --------- | ---------------- |
| كرة القدم في الألعاب الاولمبية للسيدات 2020 |            |                 |          |                       |           |                  |
| 1                                           | 2021-07-21 | طوكيو، اليابان  | السويد   | دخول 80' (خروج لافيل) | 0-3 خسارة | مرحلة المجموعات ‏ |
| 2                                           | 2021-07-27 | كاشيما، اليابان | أستراليا | دخول 87' (خروج لافيل) | 0–0 تعادل | مرحلة المجموعات ‏ |

## التتويجات

### على الصعيد الدولي
- كأس شيبيليفز  [لغات أخرى]‏ : 2021
- الميدالية البرونزية الأولمبية : 2021

### عل الصعيد الفردي
- كانت ميويس أفضل لاعبة رياضية شابة لعام 2008 في اتحاد الولايات المتحدة لكرة القدم.[41]
- وهي تحمل سجلات العدو السريع 300 متر (42.2 ثانية) و 600 متر (1:37) في مدرسة ويتمان هانسون الثانوية الإقليمية.[42][43]

## الحياة الشخصية
مويز هي الأخت الكبرى لسام ميويس. لقد واعدت سابقًا زميلتها في فريق داش راشيل دالي. منذ بداية عام 2021، كانت ميويس على علاقة مع لاعب كرة القدم الأسترالي سام كير.

## روابط خارجية
- كريستين ميويس – سجل منافسات الفيفا
- الملف الشخصي لاعب كرة القدم الأمريكية
- بوسطن كوليدج الملف الشخصي نسخة محفوظة 24 نوفمبر 2009 على موقع واي باك مشين.
- كانساس سيتي ملف تعريف اللاعب
- KristieMewieعلى تويتر.
- الدوري الوطني لكرة القدم للسيدات الملف الشخصي للاعب نسخة محفوظة 3 أكتوبر 2023 على موقع واي باك مشين.

كريستين ميويس على موقع الاتحاد الدولي (مؤرشف)  (الإنجليزية)
- كريستين ميويس على موقع قاعدة بيانات كرة القدم.إي يو (الإنجليزية)
- كريستين ميويس على موقع Soccerway.com (الإنجليزية)
- كريستين ميويس على موقع عالم كرة القدم.نت (الإنجليزية)
- كريستين ميويس على موقع اللجنة الأولمبية الدولية (الإنجليزية)
- كريستين ميويس على موقع أوليمبيديا (الإنجليزية)
- كريستين ميويس على موقع اللجنة الأولمبية والبارالمبية الأمريكية (الإنجليزية)